# Gmina Vinderup
Gmina Vinderup (duń. Vinderup Kommune) – w latach 1970–2006 (włącznie) jedna z gmin w Danii w ówczesnym okręguRingkjøbing Amt.
Siedzibą władz gminy było miasto Vinderup.
Gmina Vinderup została utworzona 1 kwietnia 1970 na mocy reformy podziału administracyjnego Danii. Po kolejnej reformie w 2007 r. weszła w skład nowej gminy Holstebro.

## Dane liczbowe
- Liczba ludności: (♀ 4105 + ♂ 3930) = 8035
  - wiek 0-6: 8,6%
  - wiek 7-16: 14,8%
  - wiek 17-66: 61,2%
  - wiek 67+: 15,4%
- zagęszczenie ludności: 36,0 osób/km²
- bezrobocie: 2,9% osób w wieku 17-66 lat
- cudzoziemcy z UE, Skandynawii i USA: 110 na 10 000 osób
- cudzoziemcy z krajów Trzeciego Świata: 204 na 10 000 osób
- liczba szkół podstawowych: 5 (liczba klas: 53)